# زافيتنويي
زافيتنويي (بالروسية: Заветное) هي مدينة في مقاطعة روستوف أوبلاست في روسيا. يبلغ عدد سكانها حوالي 6510 نسمة.